# سید شاگرد علی کنگرتی ختلانی
سید شاگرد علی کنگرتی ختلانی Эшони Сайид Шогирдалӣ، پرچم‌دار اسلام و عدالت‌خواهی در تاجیکستان بود. وی به‌همراه شاگردانش بر علیهٔ سلطهٔ شوروی بر تاجیکستان جنگیده بود.